# Subgènere
En biologia un subgènere és una unitat taxonòmica immediatament inferior al gènere. Els subgèneres reagrupen artificialment espècies que presenten molts caràcters similars entre elles i que habiten àrees geogràfiques similars.